# Limbones
Limbones est une île située à l’entrée sud de la baie de Manille. C’est aussi l’île la plus éloignée de la région métropolitaine de Manille. Elle est sous la juridiction de Maragondon, province de Cavite, région de Calabarzon.

## Géographie
Limbones et les autres îles de la baie de Manille relèvent de la juridiction de la province de Cavite. Elle a un paysage rocheux, avec son point culminant situé à peu près au centre de l’île. Sa superficie est estimée à 22,4 hectares (55 acres).
En raison du fait qu’il s’agit de l’île la plus éloignée de la région métropolitaine de Manille, c’est la seule île de la baie qui n’a pas été transformée en fort par les Américains. Au lieu de fortifier l’île, ils ont construit des postes de contrôle de tir, des zones d’amarrage, des escaliers en béton et un système de câbles de communication.

## Histoire
Pendant la Seconde Guerre mondiale, l’île a servi d'« œil » aux forces philippines et américaines qui gardaient la baie de Manille, car depuis l’île on peut voir 3,9 kilomètres plus loin dans l’embouchure de la baie de Manille depuis Fort Frank. En effet, elle est située à l’entrée même de la baie, ce qui rend les navires venant de la mer de Chine méridionale visibles de tous ceux qui se trouvent sur l’île. L’île a subi de multiples bombardements par les forces japonaises au plus fort de la guerre. Cependant, personne n’était stationné en permanence sur l’île pendant la période des bombardements.

## Écosystèmes
Le fond marin, à 15 pieds sous la surface, est parsemé de coraux vivants et sains. Il possède de nombreuses variétés de coraux, des espèces de poissons et des crustacés étonnants, y compris la crevette-mante, un type de crevette qui possède un exosquelette multicolore. 

## Accidents
Le 30 mars 2025 juste avant l’aube, un cargo, le MV Cashphill XV, a pris feu dans l’océan près de l’île de Limbones. La Garde côtière philippine (PCG) a immédiatement répondu et le BRP Boracay (FPB-2401) a été dépêché pour secourir sept membres d’équipage, dont le capitaine du navire, qui n’a subi que des blessures mineures. Cinq autres membres d’équipage ont été secourus par la sous-station de la Garde côtière (CGSS) de Maragondon et ont immédiatement reçu les premiers soins. Une enquête a été lancée sur la cause de l’incendie,.